# Jämshögs IF
Jämshögs IF, bildad 19 april 1931, är en idrottsförening i Jämshög i Sverige. 1941 invigdes hemmaplanen för fotboll: Motorpavallen. 2012 rankade Blekinge Läns Tidning Motorpavallen som den finaste i Blekinge.

## Grenar

### Fotboll
Jämshögs IF spelar i helblå dress. 
Herrarna har spelat i Sveriges tredje högsta division.
JIF innehade mellan 1996 och 2013 det svenska rekordet i matcher utan förlust:
```
Jämshög IF 50  34  16  0  119 - 32  118 
```

Det uppnåddes 1994-1996.
Under dessa år var Sven-Olof "Berka" Bergman spelande tränare. Han delade ansvaret med Jan-Inge "Janne" Thuresson, som för övrigt är klubbens mest framgångsrika spelare. Han spelade flera säsonger i Mjälby AIF och var där en frontfigur. Thuresson har även på senare år haft en stor roll i Jämshögs IF då han jobbar med att ta fram unga talanger.
2018 spelade representationslaget i fotboll för herrar i div 4 Blekinge.
Herrlaget tränas av Markus Senften.
Damlaget, som har gått ihop med BK Union och Olofstöms IF tränas av Mats Karlsson.

### Ishockey
Jämshögs IF Hockey, med det publika namnet Jämshög Saints HC, är ett amatörlag som drog igång i början av 2012. 
Laget spelade i BHL- Blekinge Hockey League åren 2014–2017.
"Saints" spelare har blå hemmadress och vit bortadress.
Loggan innehåller en fransk lilja, vilket fanns i kommunvapnet som fastställdes av Kunglig Majestät år 1947, där liljorna är hämtade från ätten Estenbergs vapen.
2017 lämnade sektionen för att bilda en egen förening, Jämshög Saints HC. Laget spelar i RSHL- Rec Syd Hockey League, som arrangeras av Smålands Ishockeyförbund.

### Ishockeyns historia i Jämshög
Jämshög har tidigare haft ett lag i ishockey som startade 1959 och vann DM åren 1961/1962, 1963/1964, 1964/1965 och 1965/1966.
Laget spelade på en utomhusrink som började byggas 1959. Ungefär nio månader efter byggstarten var ishockeyrinken klar
och den 12 januari 1960 invigdes den av Sven Edvin Salje och med en match mot Svängsta, matchresultatet skrevs till 6 - 6.
1966 upplöstes laget när isrinken revs i slutet på 1960-talet, på Olofströms kommuns begäran, då allt skulle förflyttas till tätorten Olofström.
De flesta spelarna hjälpte då till att bygga upp det som idag är Mörrums GoIS IK.